# Эссен, Дидрик фон
Георг Дидрик фон Эссен (нем. Georg Didrik von Essen; 10 июня 1864, Каяани, Великое княжество Финляндское — 24 сентября 1936, Хельсинки, Финляндия) — финский военный, участник гражданской войны на белой стороне. Главнокомандующий Шюцкором (1919—1921).

## В Российской империи
Родился в семье потомственных военных. В 1886 окончил Финляндский кадетский корпус. Служил в Финляндском драгунском полку, дислоцированным в Турку, с 1897 командовал полком. После расформирования полка в 1901 был переведён в резерв русской кавалерии.
В 1900-х годах Дидрик фон Эссен командовал добровольческой муниципальной милицией Хельсинки. Формирование объединяло консервативно настроенных горожан-собственников. Во время Революции 1905, 2 августа 1906 милиция фон Эссена вступила в бой с красногвардейцами Йохана Кока.

## В независимой Финляндии
В финляндской гражданской войне Дидрик фон Эссен принял участие на последнем её этапе — в апреле—мае 1918. Командовал в полком Шюцкора. С мая поступил на службу в Силы обороны Финляндии в звании подполковника. Командовал егерским подразделением, но вскоре вышел в отставку. Вернулся на службу по предложению Маннергейма.
С февраля 1919 по июнь 1921 фон Эссен занимал пост главнокомандующего Шюцкором. На этот период пришёлся острый конфликт правительства с шюцкоровским и армейским командованием. Командующий столичным Шюцкором Пауль фон Герих выступил с публичной критикой внешнеполитического курса правительства (с прогерманских позиций). Президент Стольберг распорядился отстранить фон Гериха с занимаемого поста. Фон Эссен, разделявший взгляды своего подчинённого, отказался это сделать. Вскоре после этого он был отстранён сам. Назначенный на место фон Эссена генерал Карл Берг подвергся жёстким нападкам и покончил с собой.

## После отставки
Дидрик фон Эссен сохранил авторитет в Шюцкоре (хотя против него существовало предубеждение крайних националистов из-за прежней службы в русской армии). В 1935 он получил звание генерал-майора.
Скончался Дидрик фон Эссен в возрасте 72 лет.
Сын Дидрика фон Эссена — Ханс фон Эссен — известный финский военный и спортсмен-конник.